# کی-جانا هوئور
کی-یانا هوئور (هلندی: Ki-Jana Hoever؛ زادهٔ ۱۸ ژانویهٔ ۲۰۰۲) ورزشکار فوتبال اهل هلند است.

## باشگاهی
از باشگاه‌هایی که در آن بازی کرده‌است می‌توان به باشگاه فوتبال لیورپول اشاره کرد.
وی همچنین در تیم‌های ملی فوتبال Netherlands U15 Netherlands U16 Netherlands U17 ۷ ژانویه ۲۰۱۹ بازی کرده‌است.